# 퍼시벌 로웰
퍼시벌 로런스 로웰(Percival Lawrence Lowell, 1855년 3월 13일 ~ 1916년 11월 12일)은 미국의 사업가, 작가, 수학자이자 천문학자이다. 그는 일본과 조선을 여행하여 여러 기행기를 저술하여 당시 미국에 거의 알려지지 않았던 극동의 두 나라를 자국인들에게 소개했다. 조선에서의 활동으로 노월(魯越)이라는 한국이름도 있다. 귀국 후 애리조나주 플래그스태프에 로웰 천문대를 지었고, 여기서 화성을 관측하여 표면에 인공 수로(水路)가 있다는 주장을 하였으며 그의 천문대에서 성장한 후진들은 로웰의 사후 명왕성을 발견하게 된다. 명왕성의 이름 플루토(Pluto)와 그 천문 기호는 퍼시벌 로웰의 두문자 PL에서 따 온 것이다.

## 생애

### 초기
퍼시벌 로웰은 보스턴의 유서깊은 명문가인 로웰 가문에서 태어났다. 그는 하버드 대학교의 총장을 맡았던 애보트 로런스 로웰의 형이었으며, 에이미 로웰(이미지즘 시인, 비평가, 출판가)의 오빠이기도 했다.
로웰은 1872년 노블 앤 그리노 학교를 졸업했고, 1876년에는 하버드 대학교를 졸업했다. 부유한 집안에서 자란 로웰은 자유분방한 학창 시절을 즐겼으며 상류 사교계의 생활을 만끽했다. 이후 1880년대 극동에 대한 호기심에 일본으로 여행을 떠나게 된다.

### 조미수호통상사절단의 안내역

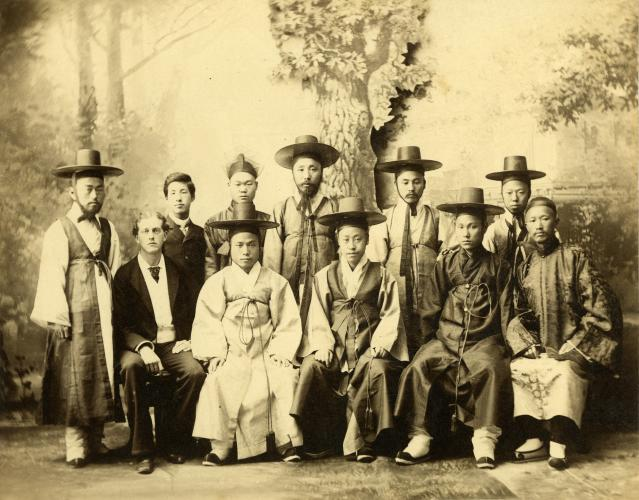
미국 도착 후 보빙사. 앞줄 맨 왼쪽이 퍼시벌 로웰이다.

앞줄 왼쪽부터 퍼시벌 로웰, 홍영식, 민영익, 서광범, 중국인 통역 우리탕.
로웰은 하버드 대학을 졸업하고 1883년 5월 일본에 유람차 방문하여 지내고 있었는데, 여기서 그는 조선의 미국 수호통상사절단인 보빙사 일행을 만나게 된다. 주일미국공사의 요청으로 보빙사 일행에 참찬관(外國參贊官 및 顧問, Foreign Secretary and Counsellor)으로 고용되어 이들을 미국으로 인도하는 임무를 맡는다. 로웰은 통역관 미야오카 츠네지로와 함께 1883년 8월 18일 샌프란시스코를 향해 출발한 뒤 같은 해 11월 14일 다시 일본으로 돌아오기까지 9명의 조미수호통상사절단의 곁을 보좌하면서 국서 번역, 보좌 업무 및 통역관 역할을 수행했다. 보빙사 일행은 로웰의 고향인 보스턴 일대를 방문하기도 했다. 이후 일본을 떠나 조선으로 귀국한 일행 중 홍영식이 로웰의 노고를 고종에게 보고했으며 고종은 그를 국빈으로 초대하라고 지시를 내렸다. 왕실의 초대에 힘입어 로웰은 12월 20일 다시 조선을 방문하였다.

### 조선 방문과 이후

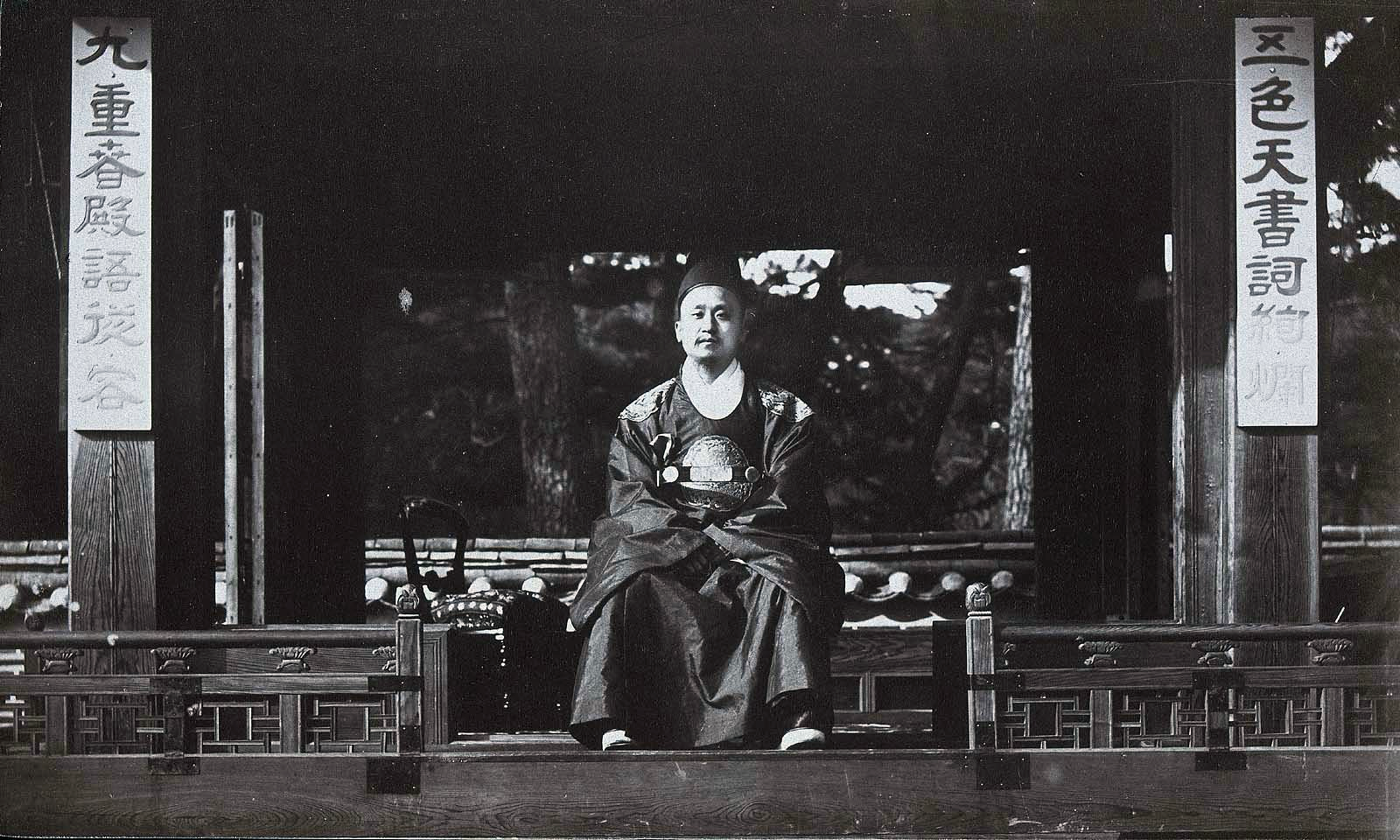
1884년의 고종(로웰 촬영)

로웰은 당시 사진기를 가지고 공식적으로 서울에 입성한 최초의 외국인이었다. 로웰은 조선에서 1884년 3월 중순까지 약 3개월간 한양에 머무르면서 조선의 정치, 경제, 문화, 사회 등을 백과사전 형식으로 자세히 기록했다. 1885년, 그는 이 기록을 정리하여 《고요한 아침의 나라 조선Choson, the Land of the Morning Calm》을 발간한다. 이 책에서 로웰은 풍물을 기록하는 것 외에도 고종의 어진(御眞)을 포함한 당시의 조선 풍경을 찍은 사진 25매를 남겼다. 특히 수학자 김낙집과 친하게 지냈다고 한다.
조선 방문을 마치고 일본으로 돌아간 뒤 얼마 지나지 않아 조선에서는 홍영식 외 소장파 관료들이 갑신정변을 일으켰다. 로웰은 일본에서 이 소식을 듣고 갑신정변의 내역을 상세하게 기록하여 〈조선의 쿠데타A Korean Coup d'Etat〉라는 제목의 보고서를 작성했다. 이 글은 당시 평론지 《애틀랜틱 먼슬리Atlantic Monthly》 1886년 11월호에 게재되었다.
이후 그는 귀국하기 전까지 일본에 오랜 시간 동안 머물렀으며, 일본인들의 종교, 정신 세계 및 행동 양식에 대한 책을 쓰기도 했다. 로웰은 일본의 언어, 종교적 관습, 경제 및 자신의 기행담 및 개인적 성찰 등을 논리적으로 기술했다. 《노토Notto》 (1891)와 《신비로운 일본Occult Japan》 (1894), 《극동의 혼The Soul of the Far East》 (1888) 등이 그가 쓴 책들로, 이 중 《극동의 혼》이 가장 유명하다.

### 천문 연구

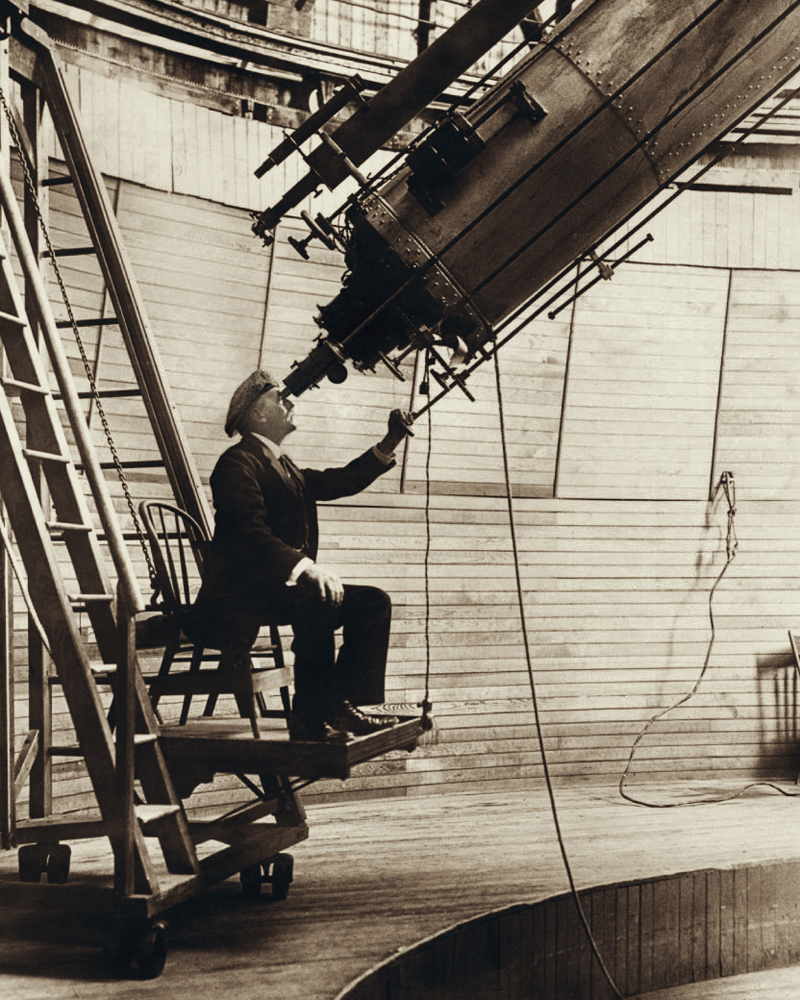
자신의 천문대에서 관측에 몰두하고 있는 로웰.

1894년 로웰은 카미유 플라마리옹이 쓴 '행성 화성'(La planète Mars)을 읽고 화성을 관측하기로 결심했으며, 천문학을 그의 생업으로 바꾸게 된다. 로웰은 당시 밀란 천문대 수석이었던 이탈리아 천문학자 지오반니 스키아파렐리가 스케치한 '화성의 수로'에 관심을 가졌다.
1894년 로웰은 애리조나주 플래그스태프으로 이주하여 살게 된다. 플래그스탭은 고도가 2천 미터 이상이었으며 구름 낀 날이 적은 곳이기 때문에 하늘을 관찰하기에 적합한 곳이었다. 로웰은 여기에 많은 돈을 들여 천문대를 지었다. 이주한 후 15년 동안 로웰은 화성을 집중적으로 관측했으며, 화성 표면의 무늬를 자세하게 관찰하여 스케치를 남겼다. 로웰은 자신의 관측 내용을 세 권의 책에 써서 출판했는데, 제목은 각각 화성(Mars, 1895년), 화성과 수로(Mars and Its Canals, 1906년), 생명체가 있는 곳 화성(Mars As the Abode of Life, 1908년)이었다. 그는 자신의 관측 결과를 토대로 당시 널리 퍼져 있던 화성의 지적 생명체 거주설을 더욱 확신했다.

### 죽음
로웰이 행성 연구에 가장 큰 업적을 남긴 시기는 그가 죽기 전 8년 동안이었다. 그는 당시 해왕성 바깥에 존재할 것으로 추측되었던 '행성 X'를 찾기로 결심하고 남은 생을 이 미지의 천체 발견에 집중하게 된다.
로웰은 1916년 11월 12일 임종했으며, 천문대 근처에 있는 마스 언덕에 묻혔다.
행성 X 프로젝트는 로웰이 죽고 나서도 계속되었으며 결국 클라이드 톰보가 1930년 명왕성을 발견하면서 결실을 맺게 되었다. 명왕성의 천문 기호는 퍼시벌 로웰을 추모하는 의미에서 그의 이름 두문자 P와 L을 합성한 로 정해졌다.
당시 로웰은 천왕성과 해왕성의 예측 위치와 실제 위치 사이의 차이점을 이용하여 행성 X를 발견하려고 했다. 그러나 현재 정확한 측정 자료에 의하면, 해왕성의 위치 차이는 당시 천왕성 및 해왕성의 질량 정보를 부정확하게 알고 있었기 때문인 것으로 판명되었다. 명왕성의 질량은 매우 작기 때문에, 가스 행성의 궤도에 지구의 관측자가 식별할 수 있을 정도의 영향력을 미치지 못한다.

## 같이 보기
- 로웰 천문대
- 화성
- 노토반도
- 명왕성

## 참고 문헌
- 조경철 (2004년 4월 25일). 《화성탐구의 개척자 퍼시벌 로우웰 - 그가 본 조선과 갑신정변》. 대광문화사. ISBN 89-7051-238-1 03990 |isbn= 값 확인 필요: length (도움말).
- “100여년 전 조선(朝鮮)의 조경(造景) 속으로 떠나는 정원여행”. 2008년 11월 20일에 원본 문서에서 보존된 문서. 2008년 4월 29일에 확인함.